# Butovický rybník
Butovický rybník je průtočný rybník na Jinonickém potoce, poslední ze sestavy trojice tzv. Jinonických rybníků. Rybník se nachází poblíž bývalé návsi ve starých Butovicích při křižovatce ulic Butovická a Stodůlecká v místech, kde je mezi oběma těmito ulicemi zatravněná zelená plocha trojúhelníkovitého tvaru s památkově chráněným vážním domkem.

## Podrobněji

### Historie
Původně se jednalo o klasický návesní rybník sloužící především k chovu ryb. Jeho velikost byla kdysi 3 500 m2, neboť zasahoval až do míst, kde se dnes (rok 2020) v jeho těsné blízkosti nachází park se vzrostlými kaštany. V průběhu dvacátého století byla část Butovického rybníka zasypána a jeho břehy zpevněny kamennými zdmi. Výstavba trasy B pražského metra (v oblasti stanice Nové Butovice) ke konci 80. let 20. století způsobila snížení úrovně hladiny podzemní vody. Další příčinou nedostatku vody v Butovickém rybníku byly stavby v pramenné oblasti Jinonického potoka, které byly realizovány podle stavebních projektů se špatně vyřešeným hospodařením s dešťovou vodou. Nedostatek vody byl přičítán i na vrub ztrátě vody způsobené špatným technickým stavem rybníka, především průsaky v jeho kamenných nábřežních zdech.

### Léta 2000 až 2020

#### Oprava v roce 2004
První oprava kamenných nábřežních zdí Butovického rybníka v 21. století proběhla v roce 2004. Tehdy byla navíc kolem základů těchto zdí vybudována přitěžovací betonová patka s cílem zabránit průsakům rybničné vody pod zdivem. Opatření ale nezajistilo očekávané napuštění rybníka. Východiskem mělo být posílení minimálního přítoku vody nalezením dalších vodních zdrojů. Během následného průzkumu okolní kanalizační sítě bylo detekováno mizení vody z rybníka v oblasti kolem jeho přelivu, který ale v roce 2004 nebyl opravován.

#### Rekonstrukce v roce 2014
Druhá oprava Butovického rybníka proběhla o deset let později (v roce 2014). V té době měl rybník kritický nedostatek vody a byl zarostlý mokřadní vegetací. Během této celkové rekonstrukce byly zcela přezděny jeho obvodové zdi, bylo vyčištěno rybniční dno, rybník byl vybaven novým vypouštěcím zařízením a hydraulicky výhodnějším bezpečnostním přelivem. Během rekonstrukčních prací byla právě v místech pod bezpečnostním přelivem objevena velká dutina (kaverna), což dalo vznik hypotéze, že se zde nacházelo nejspíše místo hledaného úniku rybničné vody. Po skončení této rekonstrukce se rybník sice podařilo napustit, ale jen díky vydatnému přítoku drenážních vod (z oblasti Jinonického rybníka od ulice Karlštejnská), jenž byl způsoben ztrátami pitné vody unikající z dlouhodobě prasklého vodovodu. Oprava vodovodu Pražskými vodovody a kanalizacemi (PVK a.s.) provedená v souvislosti s vypuštěním a rekonstrukcí Jinonického rybníka tak ale snížila přítok vody a Butovický rybník se ocitl opět bez dostatečného vodního zdroje.

#### Roky 2016, 2018, 2020, 2021
- Svedením vod z Vidoulského vodojemu do zeleného pásu u ulice Schwarzenberská v roce 2016 se podařilo obnovit prameniště Jinonického potoka.[1] Získané množství vody bylo ale malé a nestačilo pro řádné napájení celé rybniční soustavy.[1]

- Rekonstrukce poškozeného a zcela zarostlého potrubí mezi Panským a Jinonickým rybníkem byla provedena v roce 2018.[1] Návazný projekt (realizovaný v říjnu 2018[4]) zajistil svedení části dešťových vod z nové výstavby na Vidouli do Panského rybníka (za Jinonickým zámečkem), čímž se po dlouhé době podařilo zajistit větší množství vody.[1][p 7] Ve výsledku došlo i k napuštění Butovického rybníka.[1]

- V konci roku 2020 byla dokončena rekonstrukce památkově chráněného vážního domku nacházejícího se v těsné blízkosti Butovického rybníka. Oprava se uskutečnila na základě smlouvy o dílo podepsané dne 18. září 2020 vedoucím odboru správy majetku městské části Praha 5 se zhotovitelem.

- Ve druhé polovině roku (srpen až září) 2021 proběhly havarijní sanační práce s cílem zatěsnění nežádoucích průsaků vody z Butovického rybníka. Opravné práce měly zamezit nejen zatékání vody pod konstrukce (do umělých koridorů inženýrských sítí), ale i úniku rybniční vody do lokálně narušených netěsných kanalizačních prostor. Jako technologie byla zvolena vícestupňová injekční clona sloužící k zaplnění pórů a průlin v netěsné bariéře tvořené zeminou v bezprostředním okolí Butovického rybníka.[5]

### Budoucnost rybníka
- Návrh Metropolitního plánu dokonce počítal s tím, že místo Butovického rybníka vznikne park.[4] Proti této změně vznesla Praha 5 v červnu 2018 zásadní připomínku.[4]

- Odvodnění dešťové vody z Radlické radiály přes usazovací nádrž do Panského rybníka a Jinonického potoka by mohlo být v budoucnu dalším zdrojem vody pro Butovický rybník.[1] Celkovému zavodnění rybníka by měla přispět i výměna potrubí mezi Butovickým a Jinonickým rybníkem.[1] Toto potrubí nebylo z hlediska toku vody optimálně provedené (místy vede i „do kopce“).[1]

- Na Butovickém rybníce je jednou za měsíc prováděn technickobezpečnostní dohled (prohlídka TBD) a v jeho rámci se provádí i kontrola všech objektů Butovického rybníka.[1]

## Galerie

Butovický rybník a okolí
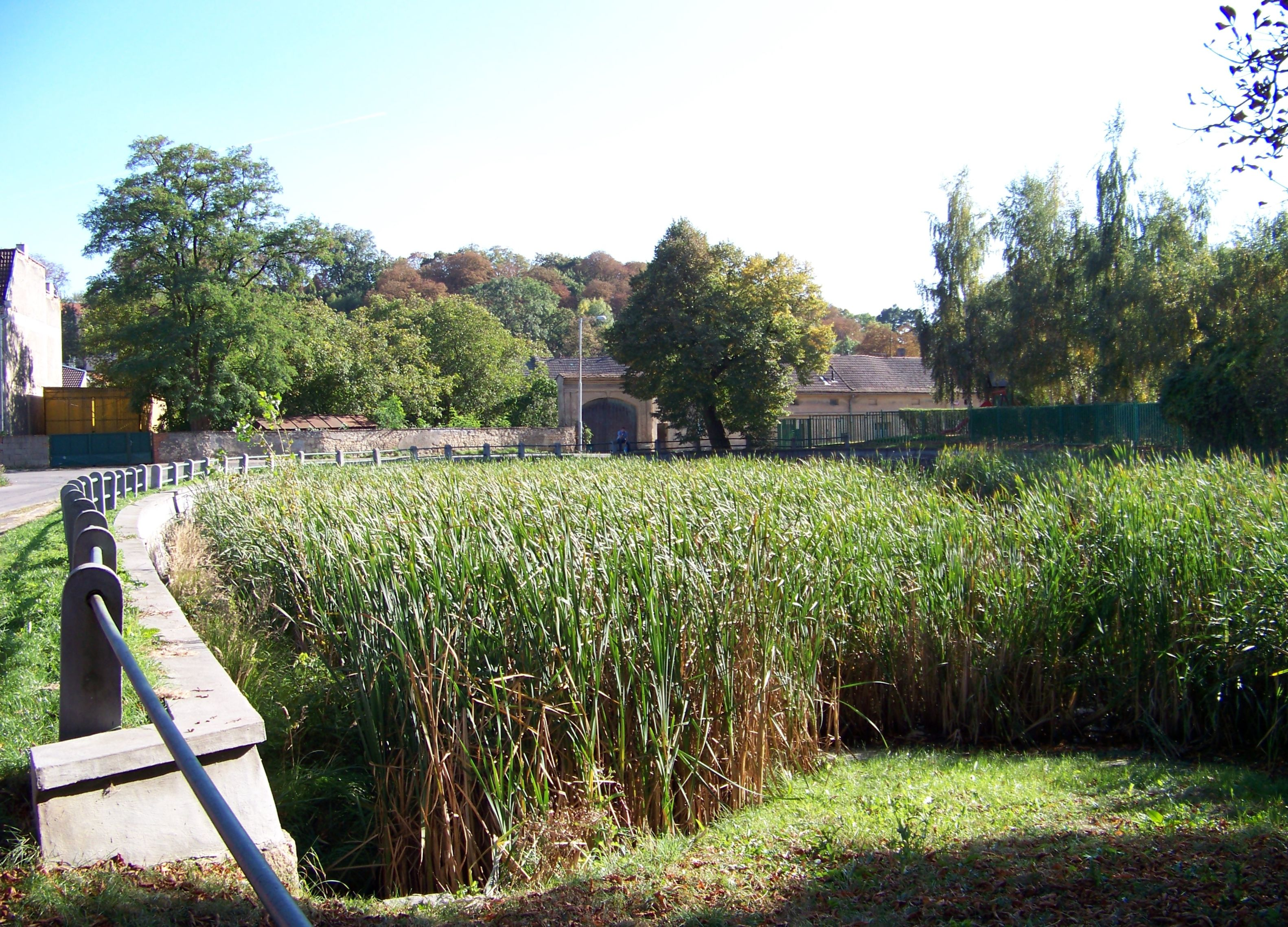
Pohled z ulice Butovická směrem ke Stodůlecké (2011)
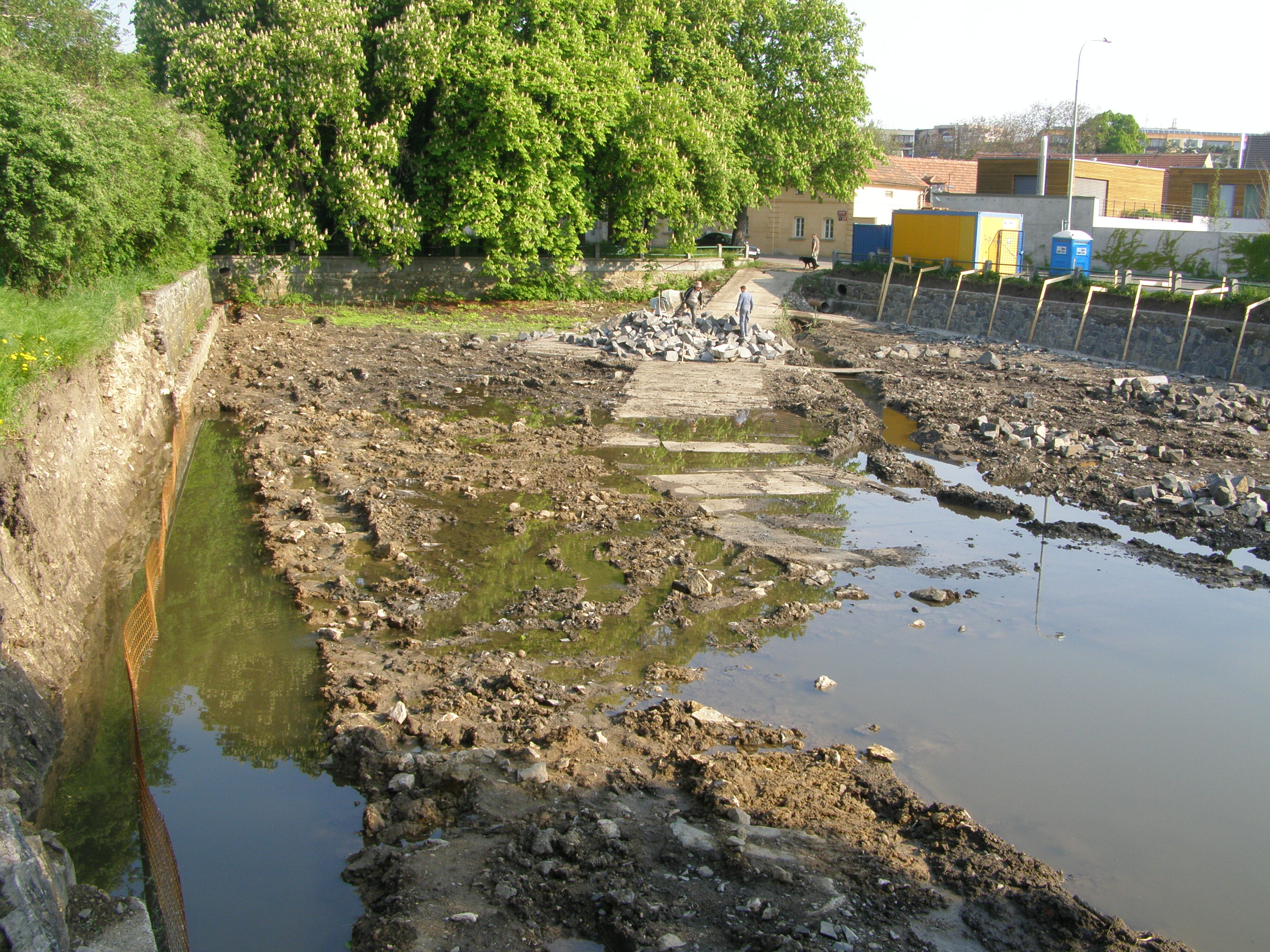
Oprava v květnu 2014
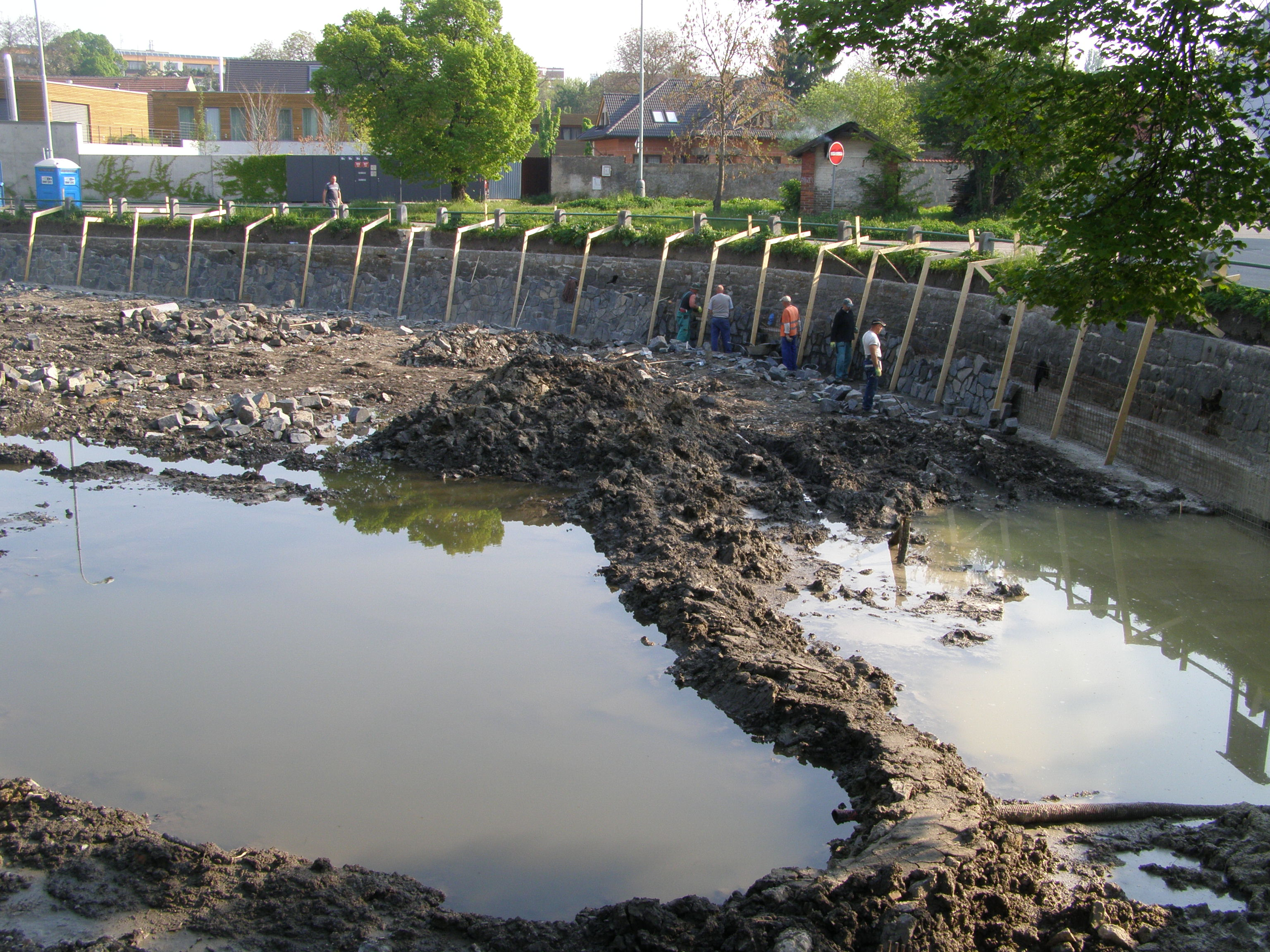
Oprava v květnu 2014
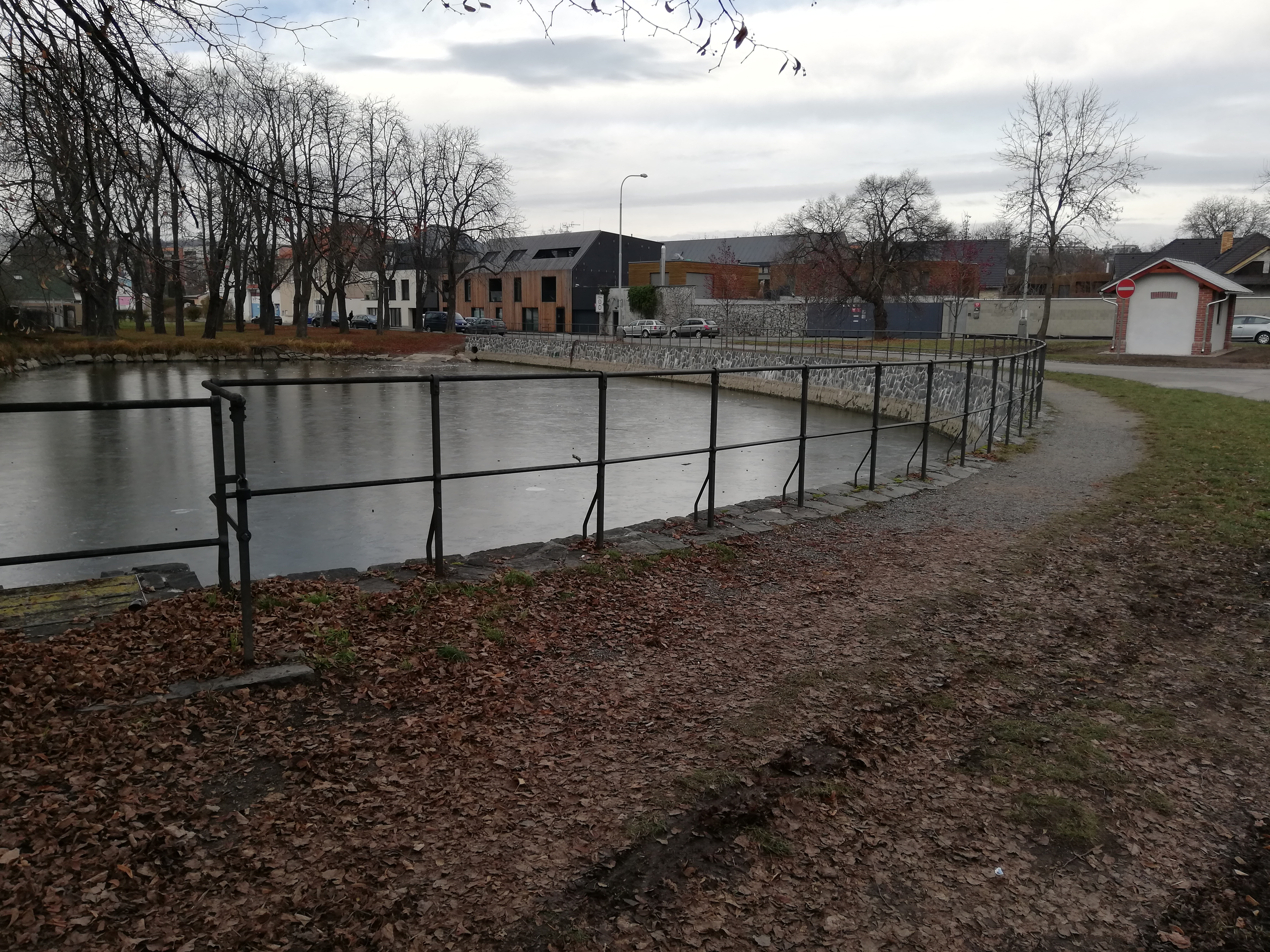
Pohled z ulice Stodůlecká směrem k Butovické (2020)
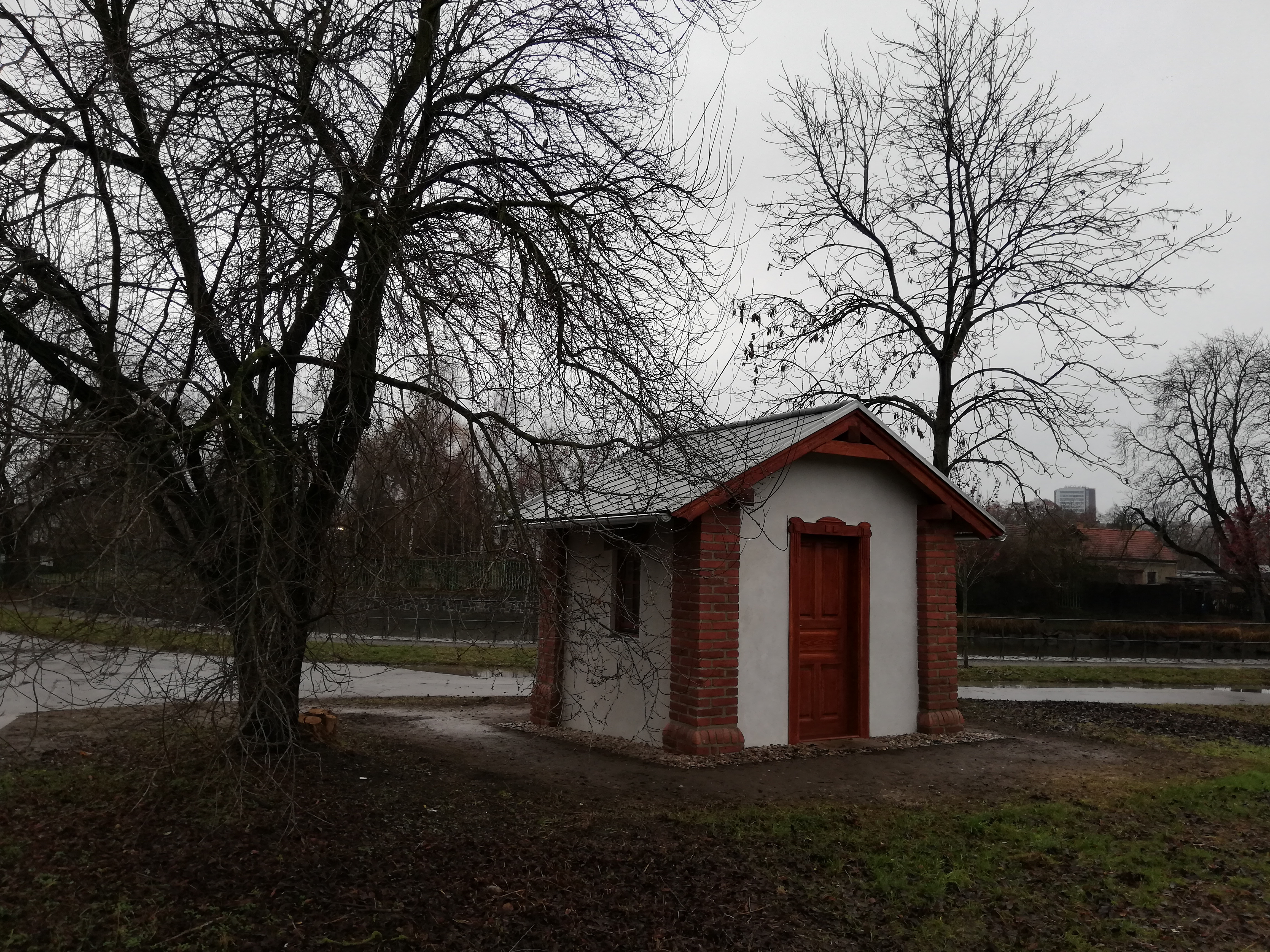
Vážní domek s rybníkem v pozadí (2020)
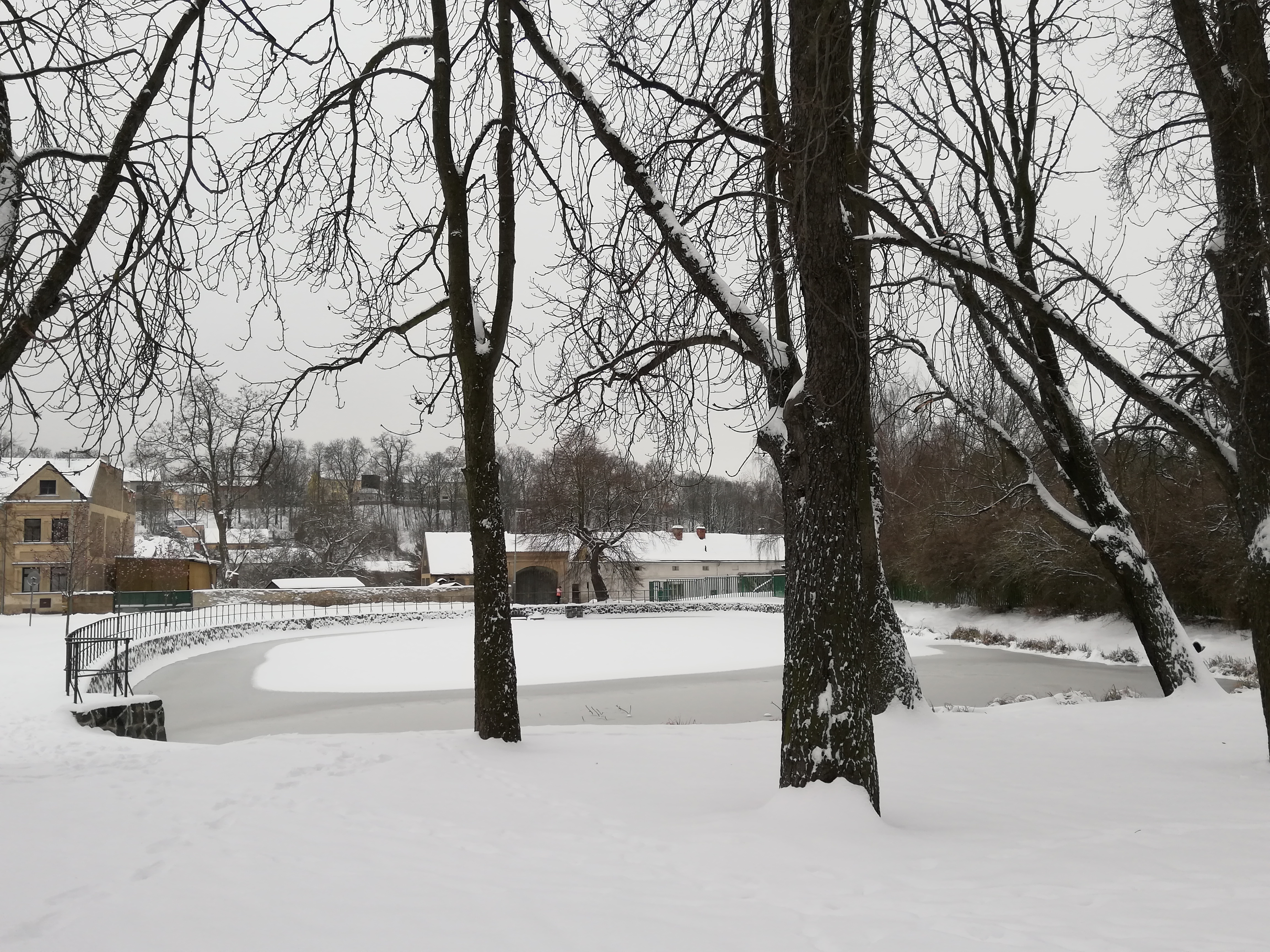
Zimní pohled z ulice Butovická směrem ke Stodůlecké (2021)
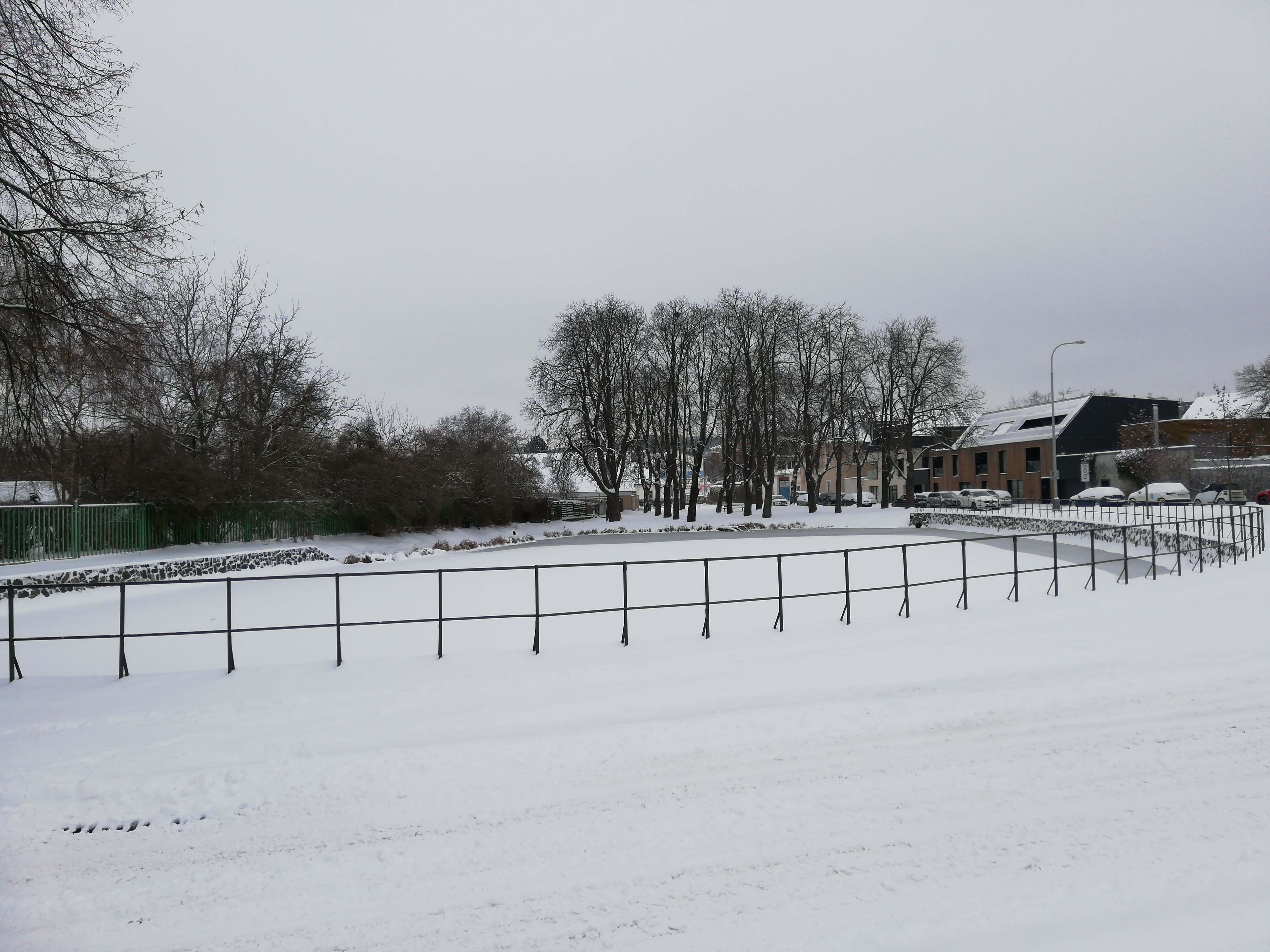
Zimní pohled z ulice Stodůlecká směrem k Butovické (2021)

## Technická data
- Katastrální území: Praha 5 – Jinonice[1]
- Vodní tok: Jinonický potok[1]
- ČHDP: 1 – 12 – 01 – 011[1][6][p 8]
- Typ nádrže: průtočná[1]
- Účel nádrže: krajinotvorný, akumulační[1]
- Plocha hladiny: 1 875 m2[1]
- Objem nádrže: 2 400 m3[1]
- Typ vzdouvací stavby: zemní sypaná hráz[1]
- Vlastník: Hlavní město Praha[1]
- Správa: Lesy hlavního města Prahy[1]